# Referendum in Ungheria del 1997
Il referendum in Ungheria del 1997 si svolse il 16 novembre 1997 e fu il terzo referendum ungherese dopo la caduta del comunismo.  Su iniziativa dell'Assemblea nazionale, venne chiesto agli elettori se l'Ungheria dovesse aderire all'Organizzazione del Trattato dell'Atlantico del Nord (NATO).

## Contesto
Dopo la caduta del comunismo e i cambiamenti di regime nell'Europa orientale, nella maggior parte dei paesi europei centrali si sentì il bisogno di entrare nelle organizzazioni di cooperazione occidentale. A causa delle tensioni in corso nella regione (guerre sudslaviche, movimenti nazionalisti), sembrava allettante per gli stati garantirsi la sicurezza nel quadro della NATO. Dopo la fine del Patto di Varsavia avviato dall'Ungheria nel 1991, il governo ungherese iniziò i negoziati con i paesi della NATO sulle condizioni per l'adesione all'alleanza.
Negli anni successivi, l'Ungheria divenne uno dei partner più stabili dell'Europa centrale della NATO e fu tra i membri fondatori del Partenariato per la pace.
Tuttavia, l'idea di aderire a un'organizzazione militare non era condivisa in modo uniforme nell'intero Paese. Il Partito Operaio chiese un referendum contro l'adesione alla NATO già nel 1995, ma il parlamento non lo convocò, adducendo la mancanza di una posizione decisionale.  L'8 luglio 1995 la NATO invitò tre paesi dell'Europa centrale ad iniziare i negoziati: Ungheria, Repubblica Ceca e Polonia. A seguito dell'invito, il Parlamento ungherese indisse un referendum consultivo, convocato da Árpád Göncz per il 16 novembre 1997.
Il referendum sull'adesione alla NATO fu anche un test della nuova legge referendaria: nell'estate del 1997 infatti l'Assemblea nazionale decise che il referendum sarebbe stato considerato positivo se la maggioranza dei votanti, che fossero almeno il 25% dei cittadini aventi diritto al voto, avesse dato la stessa risposta al quesito posto.

## Campagna referendaria

### Favorevoli
I partiti al governo e tutti i partiti rappresentati all'Assemblea nazionale  si unirono a favore dell'adesione alla NATO. I partiti parlamentari non condussero un'intensa campagna referendaria, tuttavia il gran numero di programmi, articoli e conferenze commissionati dal governo richiedevano il sostegno per l'adesione. La campagna di sostegno fu finanziata principalmente dal Ministero degli Affari Esteri e dal Ministero della Difesa. La campagna vocale pro-NATO è stata portata davanti all'ORTT in diverse occasioni, condannando le emittenti pro-NATO.

### Contrari
Due partiti non parlamentari si opposero all'adesione ungherese alla NATO. Il Partito Operaio, in quanto successore dell'ex partito di stato, si dichiarò contrario, ma a causa della scarsità delle sue capacità, il partito lanciò solo una debole controcampagna in cui la NATO venne descritta come un'organizzazione militarista sopravvissuta alla Guerra Fredda. In autunno, il Partito Ungherese Giustizia e Vita (MIEP) è apparso al pubblico come la più popolare forza anti-adesione. Il partito si oppose all'adesione all'alleanza militare, ricordando la neutralità della NATO espressa durante la rivoluzione del 1956 e che quindi la stessa organizzazione era guidata da interessi propri dai quali la nazione ungherese non avrebbe potuto aspettarsi garanzie per la propria sicurezza futura. La più grande manifestazione contro l'adesione alla NATO si è tenuta il 14 novembre 1997 al centro Congressi di Budapest.

## Risultati

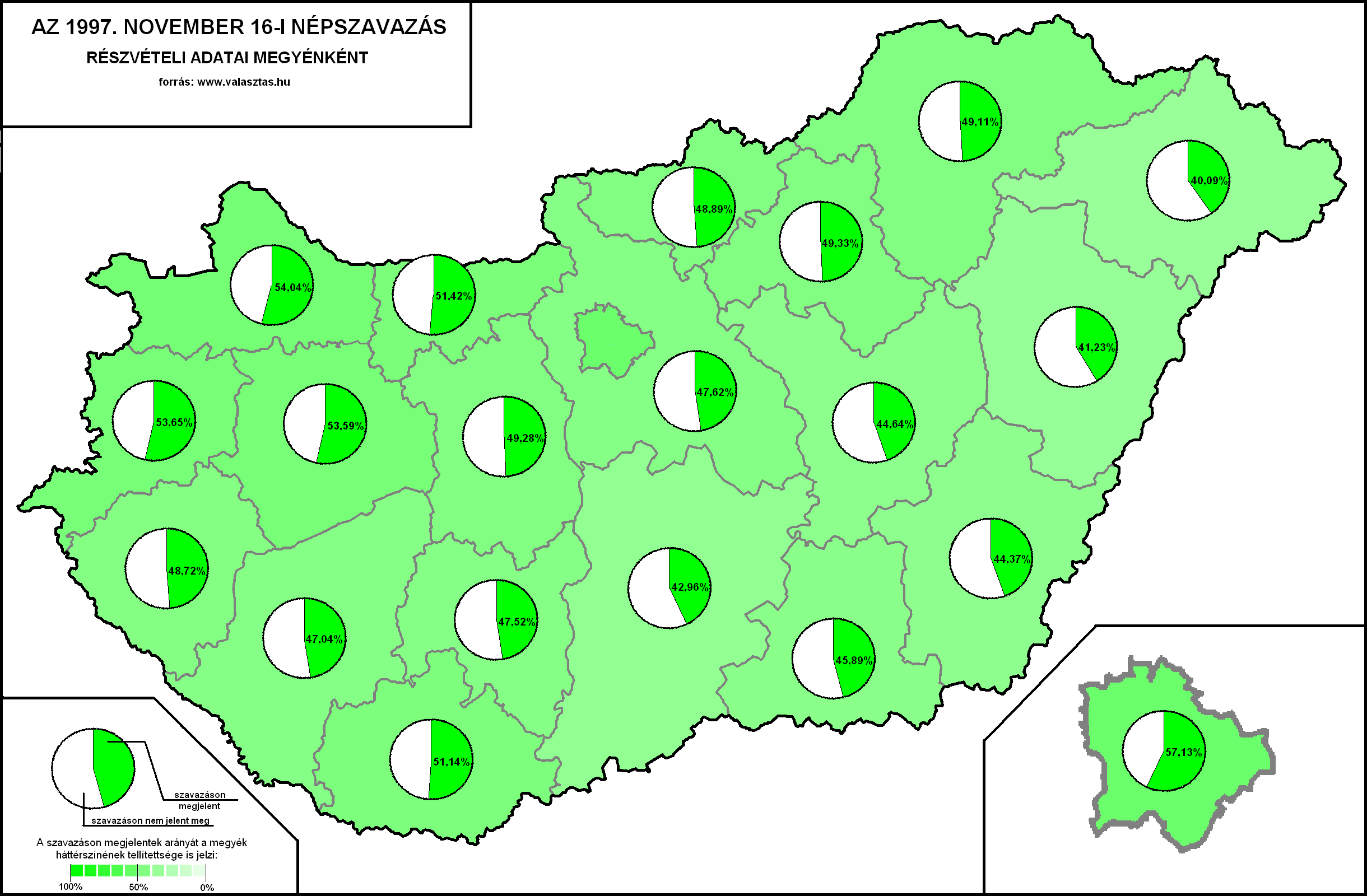
Dati sulla partecipazione al referendum per contea

| Risultati            | Preferenze | Percentuale su voti validi | Percentuale su votanti | Percentuale su elettori |
| -------------------- | ---------- | -------------------------- | ---------------------- | ----------------------- |
| Sì                   | 3 344 131  | 85,3%                      | 84,26                  | 41,50                   |
| No                   | 574 983    | 14,7%                      | 14,49                  | 7,13                    |
| Schede bianche/nulle | 44 961     | -                          | 1,13%                  | 0,56                    |
| Totale votanti       | 3 968 668  |                            | 100,00%                | 49,24%                  |
| Corpo elettorale     | 8 059 039  | –                          | –                      | 100,00%                 |
| Fonte: valasztas.hu  |            |                            |                        |                         |

## Conseguenze
A seguito del successo del referendum, nel febbraio 1998, il Parlamento ungherese approvò una risoluzione sui risultati del referendum.
L'Ungheria, insieme a Polonia e Repubblica Ceca, divenne membro a pieno titolo della NATO il 12 marzo 1999.
La stampa degli stati occidentali accolse con favore il risultato del referendum. L'elevata percentuale di sostenitori dell'adesione è stata commentata come un segno dell'impegno euro-atlantico del paese.